# Češka beseda Zagreb
Češka beseda Zagreb udruga je smještena u Zagrebu koja za cilj ima okupljanje pripadnike češke manjine odnosno građane češkog podrijetla kao i ostale građane Grada Zagreba i okolice. Udruga je osnovana 1874. godine te djeluje kontinuirano, osim tijekom Prvog i Drugog svjetskog rata.
Udruga djeluje na kulturnom, obrazovnom, humanitarnom, zabavnom i gospodarskom području njegujući češki jezik, pismo i običaje češke manjine u Republici Hrvatskoj te se bavi promicanjem i razvijanjem prijateljske suradnje između Republike Hrvatske i Češke Republike.

## Povijest
Dana 18. ožujka 1874. Josef Václav Frič je iznio ideju o osnutku Češke besede u Zagrebu. Dana 20. studenog 1874. održana je svečanost otvorenja prostorija u Ilici 54. Činu osnutka bili su nazočni zagrebački gradonačelnik Ivan Vončina, te književnici Ivan Kukuljević Sakcinski i August Šenoa. Dana 5. siječnja 1875. održana je prva skupština na kojoj je za predsjednika izabran Frič. Konačno je 7. travnja 1875. Kraljevska zemaljska vlada potvrdila pravila Češke besede.

### Članci
- Lipovac, Marijan. 2024. Kad je osnovana Češka beseda Zagreb. Zbornik Janković. Ogranak Matice hrvatske u Daruvaru. Daruvar. 7 (8–9): 265–278

### Mrežna sjedišta
- O nama. Službena stranica Češke besede Zagreb. Pristupljeno 29. travnja 2025.